# Verbascum yurtkuranianum
Verbascum yurtkuranianum är en flenörtsväxtart som beskrevs av Kaynak, Daskin och Yilmaz. Verbascum yurtkuranianum ingår i släktet kungsljus, och familjen flenörtsväxter. Inga underarter finns listade i Catalogue of Life.